# Under pressure
Under Pressure és una pel·lícula estatunidenca dirigida per Jean Pellerin, estrenada el 2000

## Argument
Havent sortit a explorar les comarques de Grècia on ensenya cultura, Chloé coneix un noi en un transbordador que transporta una estàtua de Demèter molt preciosa als ulls d'un multimilionari sense escrúpols... que no retrocedeix davant del fet de fer girar el transbordador per recuperar-la.

## Repartiment
- Rob Lowe: John Spencer
- Larisa Miller: Chloe Spencer
- Craig Wasson: Elgin Bates
- Harry Van Gorkum: Crowley
- Scott Anthony Viscomi: Nikos Gavras